# Severní Kapsko
Severní Kapsko je provincie Jihoafrické republiky, která se nachází na jihozápadě země. Jedná se o největší provincii JAR co do rozlohy (372 889 km²), ale zároveň nejméně zalidněnou (1,2 milionu obyvatel). Hlavním městem je Kimberley. Severní Kapsko bylo vytvořeno v roce 1994 rozdělením původní provincie Kapsko na tři provincie - Severní Kapsko, Východní Kapsko a Západní Kapsko.
Většinu území provincie tvoří poušť či polopoušť, na severu jí protéká řeka Orange. Na hranicích s Botswanou se zde nachází Kalahari Gemsbok National Park, který je částí Přeshraničního parku Kgalagadi. Motto provincie, Sa ||a !aĩsi 'uĩsi (Snaž se o lepší život) pochází z jazyka Nǀu, což byl jazyk Křováků kmene Nǁnǂe (ǂKhomani). Poskytla ho v roce 1997 Elsie Vaalbooi, jedna z posledních osob ovládajících tento jazyk (tehdy jí bylo 96 let).